# Felicitas van Rome

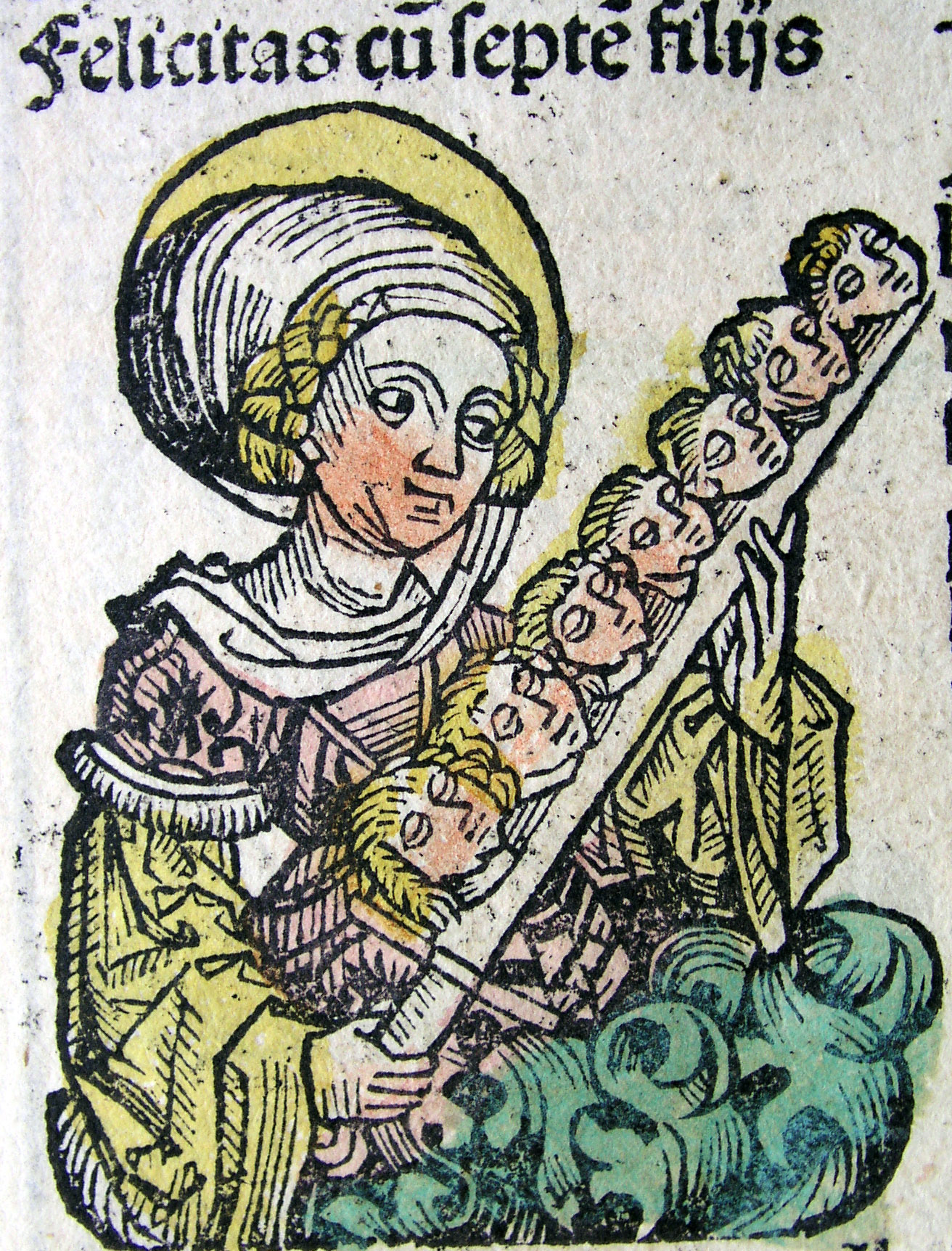
Felicitas met haar zonen.

Felicitas van Rome is een heilige uit de tweede eeuw. Haar feestdag is 23 november. Ze zou de moeder geweest zijn van de zeven zonen, die op 10 juli vereerd worden. Felicitas en de zeven broeders waren de beschermheiligen van het klooster Germania in Thesinge.
Deze Felicitas is niet dezelfde heilige die de marteldood stierf met Perpetua.
Volgens de Legenda Aurea (13e eeuw) was Felicitas een adellijke Romeinse dame. Zij en haar zoons waren bekeerd tot het christendom. Wegens haar afkeer van heidense godenbeelden werd Felicitas tijdens de regeringsperiode van de Romeinse keizer Antoninus Pius veroordeeld door prefect Publius. De straf van Felicitas bestond eruit dat zij moest toezien hoe al haar zoons (Alexander, Ianuaris, Felix, Martialis, Philippus, Silvanus en Vitalis) werden afgeslacht, voordat zijzelf ook werd omgebracht. Na iedere moord werd haar gevraagd of ze haar geloof alsnog af wilde zweren. In dat geval had ze haar eigen leven en dat van de rest van haar zoons kunnen redden. Felicitas bleef echter standvastig, en zo vonden alle zeven zoons en zijzelf een gewelddadige dood.

## Kerken vernoemd naar de heilige
- Nederland
  - Rooms-katholieke Sint-Felicitaskerk in Spijkenisse
  - Protestantse Klooster- of Felicitaskerk in Thesinge (Groningen)